# Милија (Кожани)
Милија (грч. Μηλιά) је насељено место у општини Кожани у периферији Западна Македонија, Грчка. Према попису из 2021. године било је 120 становника.
Према бугарском географу и историчару, Василу Канчову, у Милији је 1900. године живео 85 Грка. Село се раније звало Милотин.